# Loge West Friesland
Loge West Friesland is een vrijmetselaarsloge in Hoorn opgericht in 1858, vallende onder het Grootoosten der Nederlanden.

## Geschiedenis

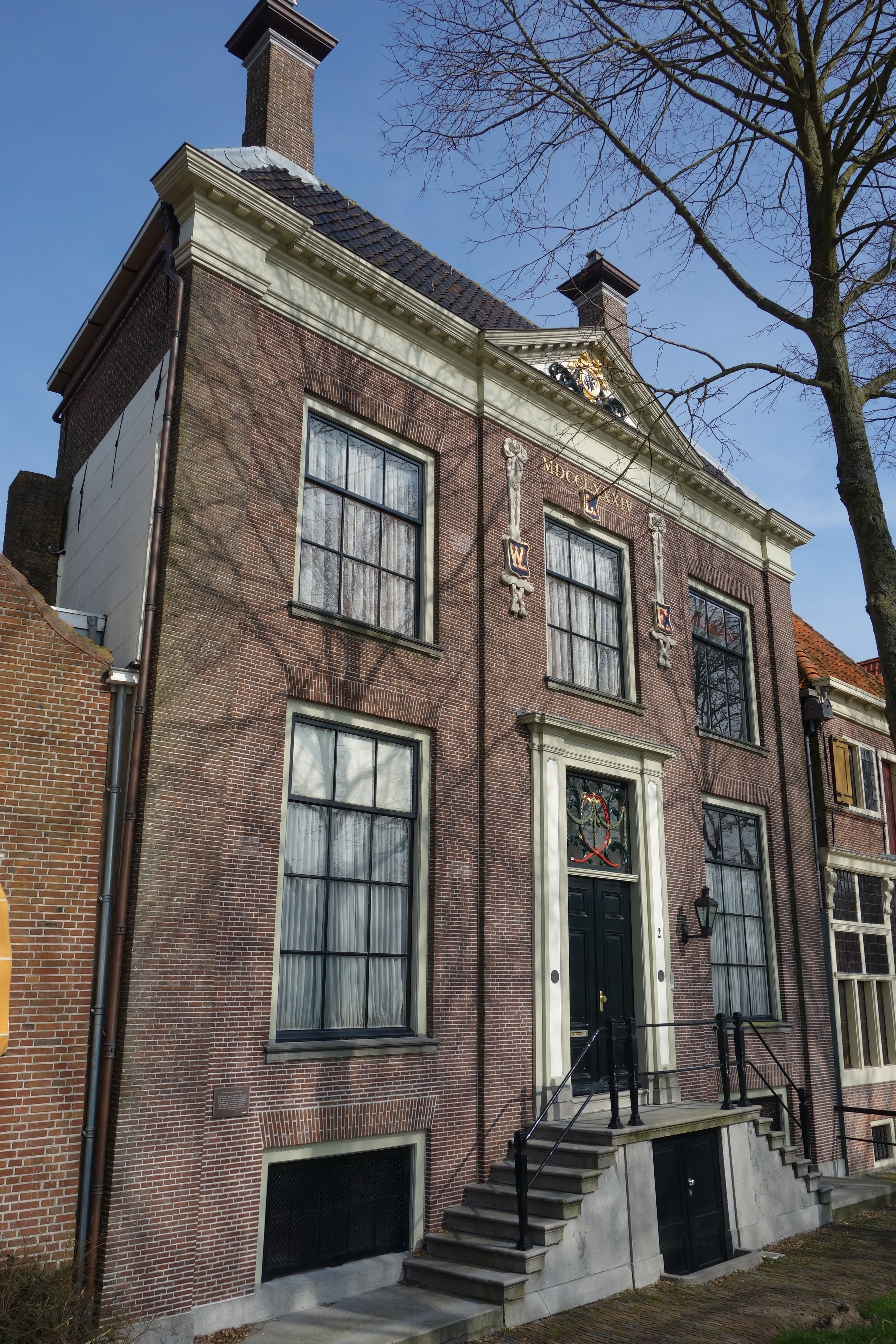
Logegebouw aan de Binnenluiendijk

Door J.H. Gilquin (La Bien Aimée), Fred. Sieuwerts, K. Brink (Anna Paulowna), P.J. Persijn (La Charité), J.A. de Vicq, A.J. Huygens, H. Zijp (Willem Frederik Karel), A.B. Mentz (De Friesche Trouw), A.R. Sloos (De Noordstar), J. Beemster (Louisa Augusta) en werd op 15 mei 1858 het verzoek tot stichting van deze loge gedaan.
De op 10 juli 1858 gedateerde constitutiebrief vermeldt de volgende namen: Jan Hendrik Gilquin, Frederik Sieuwerts, Poppo Jan Persijn, Joan Adriaan de Vicq, Alexander Bastiaan Mentz, Jan Beemster, Hendricus Zijp, Klaas Brink, Albertus Regnerus Sloos en Janus Huygens. De loge werd op 20 oktober 1858 geïnstalleerd.

## Voorzittend Meesters
In onderstaande lijst een overzicht van de Voorzittend Meesters van Loge West Friesland gedurende de eerste 125 jaar van haar bestaan.
| Van  | Tot  | Voorzittend Meester                   |
| ---- | ---- | ------------------------------------- |
| 1858 | 1862 | J.H. Gilguin                          |
| 1862 | 1865 | Joan Adriaan de Vicq                  |
| 1866 | 1869 | V. van Schaick                        |
| 1869 | 1884 | P.J. Persijn                          |
| 1884 | 1885 | ds. Albertus Samuel Carpentier Alting |
| 1885 | 1899 | J. Groot (jr.)                        |
| 1902 | 1904 | J.D. van Dorp                         |
| 1907 | 1914 | J.C. Blocquery                        |
| 1914 | 1915 | E.D. Rink                             |
| 1915 | 1916 | P. Stapel (Gzn.)                      |
| 1916 | 1926 | A. Klaver                             |
| 1926 | 1934 | J.C. Kloppenburg                      |
| 1936 | 1940 | F.W. Broers                           |
| 1945 | 1946 | P. Meyer                              |
| 1946 | 1952 | J. Paauw                              |
| 1952 | 1961 | C. Rietsema                           |
| 1961 | 1964 | H.W. Hazenberg                        |
| 1964 | 1971 | H. van der Meer                       |
| 1971 | 1973 | R.C. Posthuma                         |
| 1973 | 1977 | D.H. Knol                             |

Vrijmetselarij · Beginselen · Geschiedenis · Symbolen · Vrijmetselaarsloge · Ordegrondwet · Obediëntie · Regulariteit en irregulariteit · Ritus · Graden · Grootmeester · Gemengde vrijmetselarij · Para-vrijmetselarij · Antivrijmetselarij · Vrijmetselarij in Nederland · Vrijmetselarij in België · Internationale vrijmetselarij
>>> Meer info op Portaal:Vrijmetselarij <<<